# Jariștea (gmina)
Jariștea – gmina w Rumunii, w okręgu Vrancea. Obejmuje miejscowości Jariștea, Pădureni, Scânteia i Vărsătura. W 2011 roku liczyła 4204 mieszkańców.